# Alpha Reticuli
Désignations
Alpha Reticuli (α Ret / α Reticuli) est l'étoile la plus brillante de la constellation du Réticule.
C'est une étoile binaire dont la composante primaire est une géante jaune de magnitude apparente 3,33 et de type spectral G8IIIa. Elle est à environ 163 années-lumière de la Terre.